# ザ・メイン・アトラクション
『ザ・メイン・アトラクション』（The Main Attraction）は、アメリカ合衆国のジャズ・ギタリスト、グラント・グリーンが1976年に録音・発表したスタジオ・アルバム。

## 背景
グリーンがライブ・アルバム『グラント・グリーン・ライヴ・アット・ザ・ライトハウス』（1972年録音・発表）を最後にブルーノート・レコードを離れてからは、初の正式なリーダー・アルバムに当たる。収録曲のうち「メイン・アトラクション」と「フューチャー・フィーチャー」は、ベーシック・トラックを録音した後、グリーンのギターをオーバー・ダビングする形で録音された。

## 反響・評価
アメリカでは『ビルボード』のジャズ・アルバム・チャートで最高20位を記録した。Thom Jurekはオールミュージックにおいて5点満点中3点を付け「グリーンの傑作の一つとまでは言えないが、駄作でもない。ここでは大編成のバンドが起用され、派手なギターよりもグルーヴに注力されている。しかし、グリーンが全力を出していないとは言えないのでは?」「フェイズシフターのかかったリズムギターが使用されたジャムは、古臭く聴こえるのも事実だが、パンチの効いたファンキーなソウル・ジャズとしての魅力は損なわれていない」と評している。

## 収録曲
1. メイン・アトラクション - "The Main Attraction" (David Matthews, Andy Newmark, Don Grolnick, Steve Khan, Will Lee) - 19:35
2. フューチャー・フィーチャー - "Future Feature" (D. Matthews) - 7:48
3. クリーチャー - "Creature" (Grant Green) - 10:18

## 参加ミュージシャン
- グラント・グリーン - リードギター
- スティーヴ・カーン - リズムギター
- ヒューバート・ロウズ - フルート
- マイケル・ブレッカー - テナー・サクソフォーン・ソロ
- ジョー・ファレル - テナー・サクソフォーン(on #1, #2)
- ロニー・キューバー - バリトン・サクソフォーン(on #1, #2)
- ジョン・ファディス、バート・コリンズ - トランペット(on #1, #2)
- サム・バーティス - トロンボーン(on #1, #2)
- ドン・グロルニック - エレクトリックピアノ、クラビネット
- ウィル・リー - エレクトリックベース
- アンディ・ニューマーク - ドラムス
- スー・エヴァンス - パーカッション
- カルロス・チャールズ - コンガ、パーカッション(on #1, #2)
- デイヴィッド・マシューズ - アレンジ